# Воздушная разведка

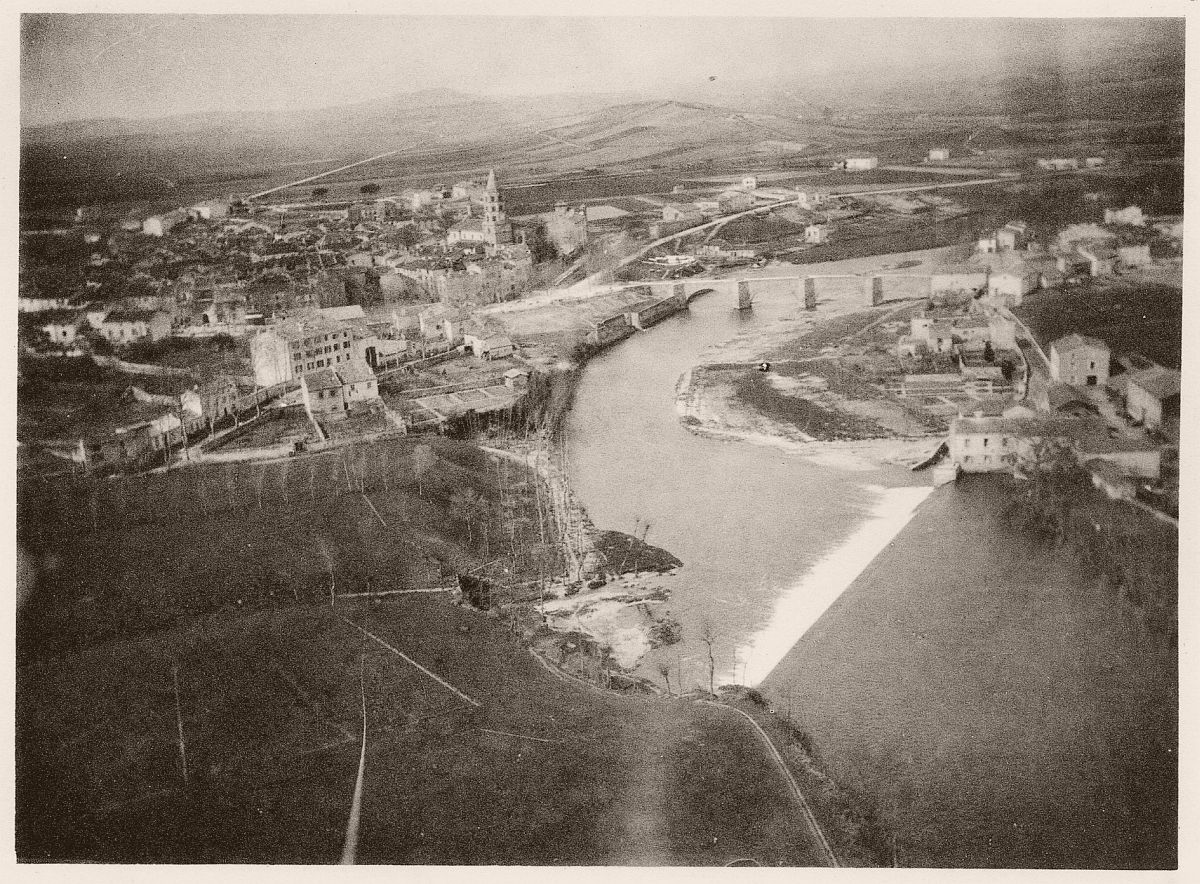
Аэрофотоснимок, 1889 год.

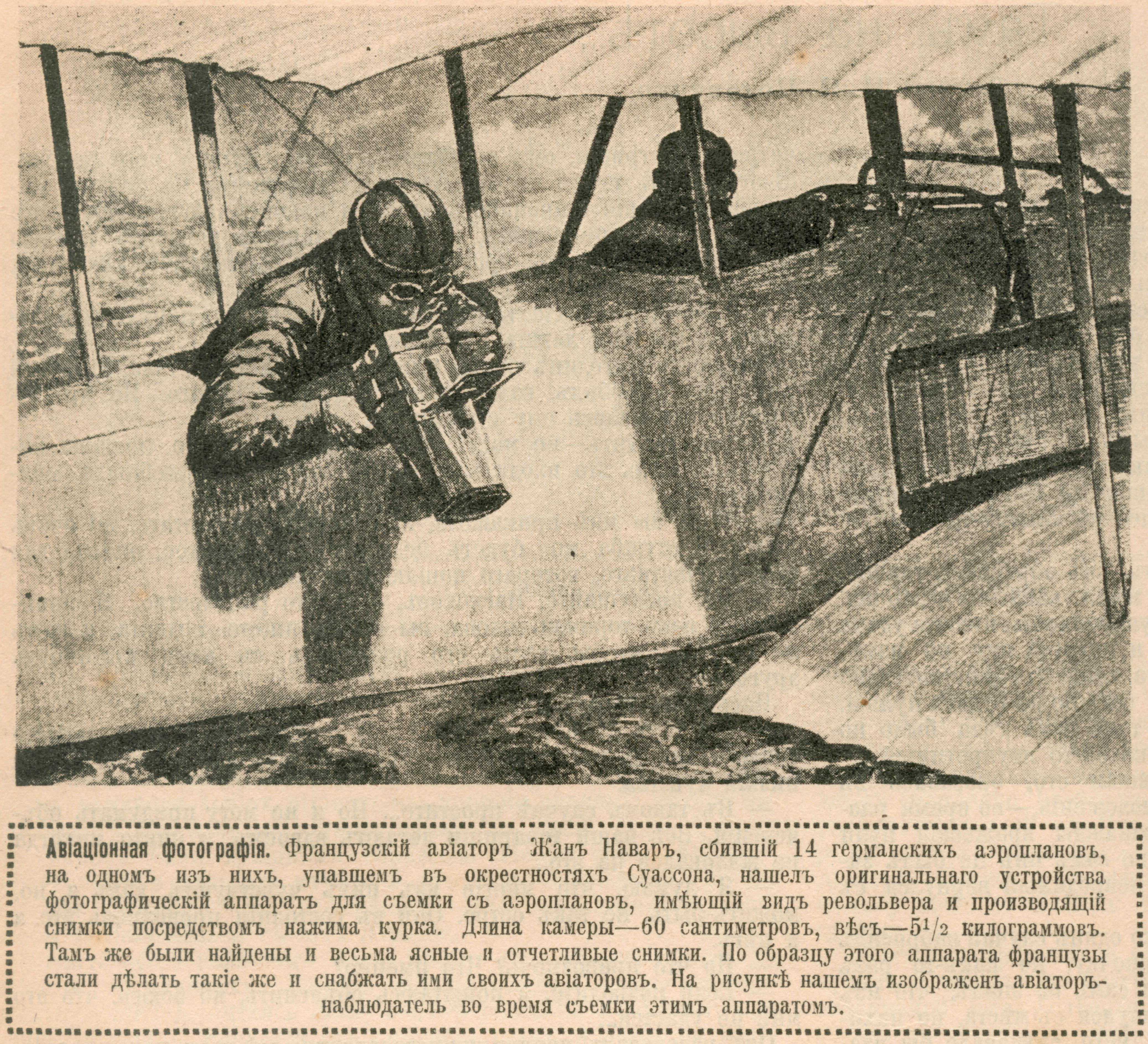
Авиационная фотографическая съёмка с французского самолёта, 1916 год.

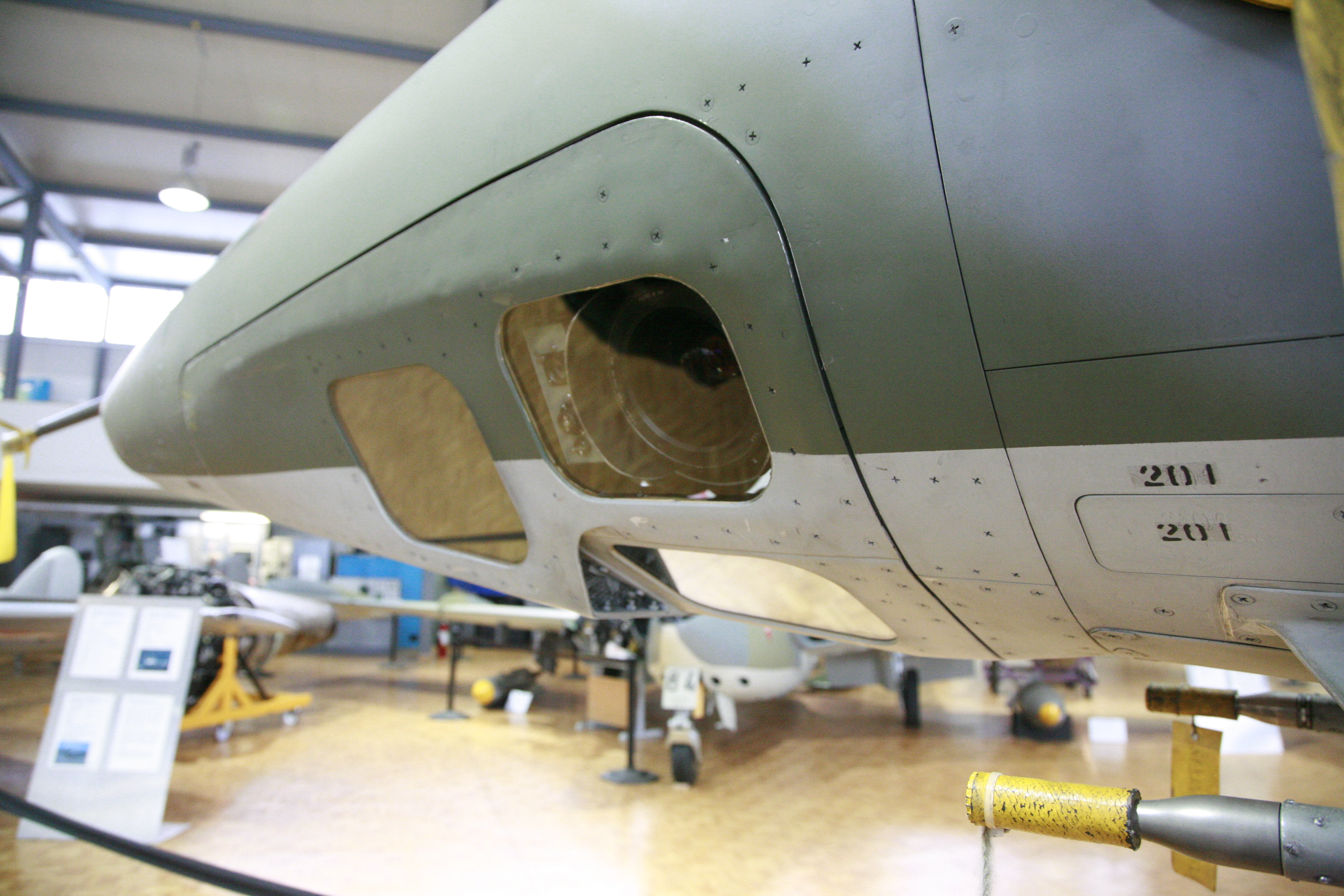
Фотокамеры наблюдения на самолете Dassault Mirage III. Франция.

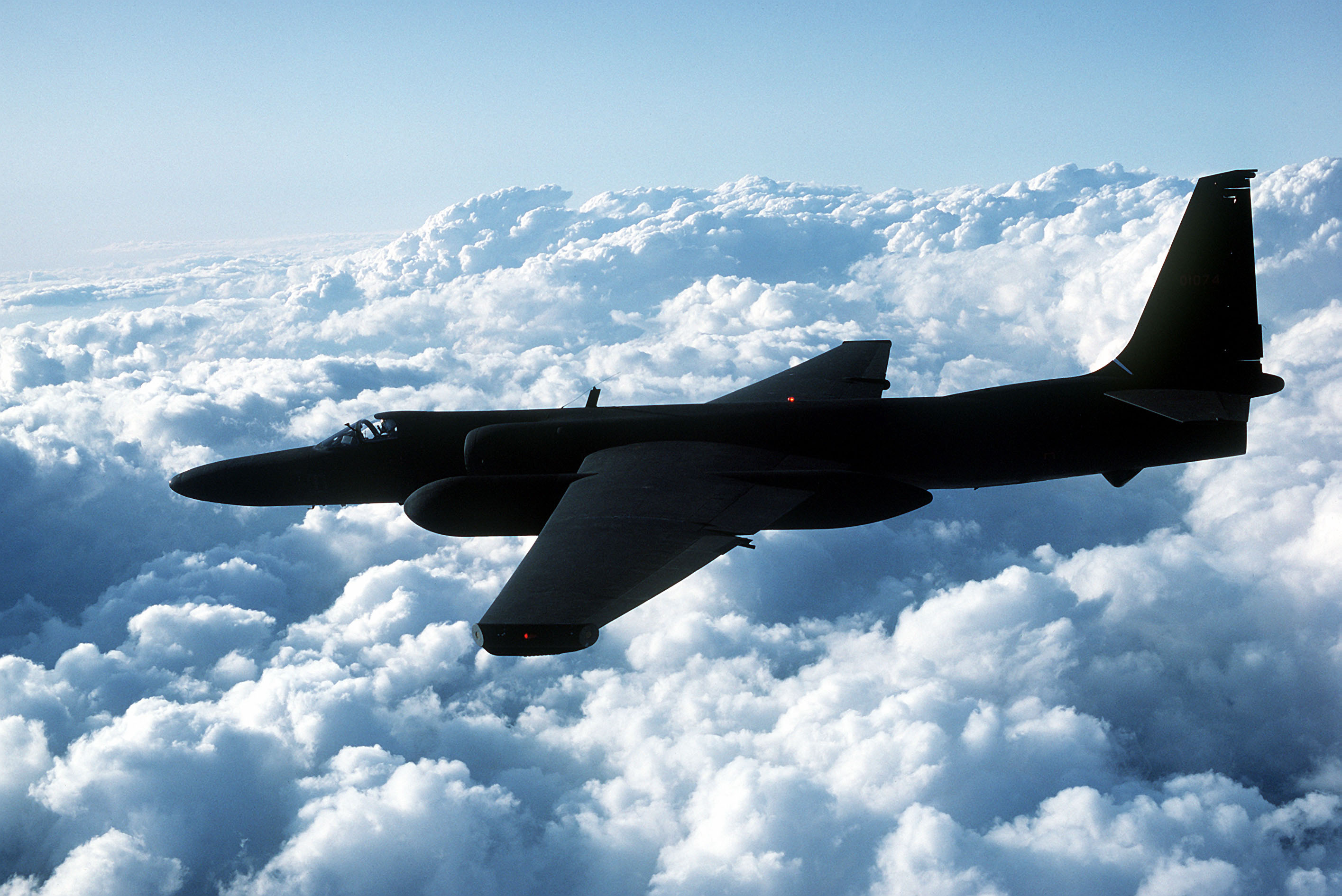
Самолёт-разведчик U-2. США.

Воздушная разведка (авиационная разведка, авиаразведка) — один из видов военной разведки, проводимой с воздуха, с (при помощи) летательных аппаратов.
Воздушная разведка осуществляется частями разведывательной авиации, разведывательными подразделениями авиационных соединений, всеми экипажами, выполняющих боевые задачи (разведполёт), а также беспилотными летательными аппаратами (БПЛА: самолёты, автоматические аэростаты и тому подобное) с целью получения данных о противнике (объектах, силах и средствах, местности и так далее), необходимых для успешного ведения военных действий всеми родами войск (сил) видов вооружённых сил, отдельных родов войск и спецвойск.

## История
Первыми летательными аппаратами, для проведения разведки с воздуха были применяемые в Китае воздушные змеи, позже использовались, с конца 1850-х годов, аэростаты. В начале XX века для воздушной разведки стали широко применяться самолёты.
В Российской империи первый опыт воздушной разведки с аэропланов (самолётов) был получен на манёврах Петербургского, Варшавского и Киевского военных округов в 1911 году. В 1912—1913 годах в 1-й Балканской войне русский авиационный отряд под командованием капитана Щетинина, действовавшего на стороне Болгарии, выполнял задачи воздушной разведки с фотографированием крепостных и полевых сооружений.
Как самостоятельный вид разведки воздушная разведка сформировалась во времена 1-й мировой войны.
В военной авиации США первое специализированное подразделение для ведения авиаразведки (1st Photographic Squadron) из 12 двухмоторных самолётов "Beechcraft" с фотокамерой и устройством для сброса осветительных авиабомб (для ведения фотосъёмки в ночных условиях) было создано в 1941 году на аэродроме "Wrights Field".
В годы Второй мировой войны 12 % самолёто-вылетов советская авиация совершила с целью ведения воздушной разведки. С увеличением размаха военных действий интенсивность воздушной разведки росла. В 1941 году количество самолёто-вылетов на воздушную разведку составило 9,2 %, в 1944 году оно увеличилось до 15 %, а в период подготовки наиболее важных наступательных операций доходило до 25 % — 30 %. Воздушная разведка не только добывала данные о противнике, но дополняла и документально уточняла данные других видов разведки. В условиях быстро меняющейся обстановки воздушная разведка часто была единственным средством получения данных о противнике для общевойскового и авиационного командования. Например, зимой 1942/43 годов только воздушной разведке удалось вовремя раскрыть переброску с Северного Кавказа двух немецких танковых дивизий в район Котельниково для деблокады своих войск, окружённых под Сталинградом. При подготовке Висло-Одерской операции 1945 года воздушная разведка обнаружила под городом Висла 7 подготовленных оборонительных полос противника, эшелонированных на глубину до 500 км, и 6 противотанковых рвов.
Воздушная разведка в годы войны велась двумя способами: визуальным наблюдением и воздушным фотографированием. При этом если в 1941 года на воздушное фотографирование приходилось немногим более 10 % от всех разведвылетов, то в 1945 году этот показатель превысил 86 %. Слабым звеном отечественной разведывательной авиации было отсутствие в годы войны специализированного самолёта-разведчика.

### Разведывательная авиация ВМФ ВС СССР в Великой Отечественной войне
Воздушная разведка была важнейшим видом боевого обеспечения деятельности ВМФ ВС Союза ССР и его авиации, а также войск на приморских направлениях. Перед войной разведывательная авиация, состоящая из отдельных полков и эскадрилий, составляла 25 % общего состава авиации ВМФ и в количественном отношении уступала только истребительной авиации.
В составе разведывательной авиации находились в основном гидросамолёты МБР-2. На Северном флоте (СФ) их насчитывалось — 54, на Краснознамённом Балтийском флоте (КБФ) — 151, на Черноморском флоте (ЧФ) — 140, на Тихоокеанском (ТОФ) — 216. Кроме того на Тихоокеанском флоте было 45 колёсных самолётов-разведчиков.
Экипажи гидросамолётов успешно действовали ночью. Воздушная разведка в светлое время суток осуществлялась в основном более скоростными и лучше вооружёнными самолётами-бомбардировщиками Ил-4 и СБ-2, а также истребителями различных типов. В ходе войны разведывательная авиация получила двухмоторные самолёты Пе-2, Пе-3, А-20Ж, а также одномоторные Як-1, Як-7, Як-9 с лучшими тактико-техническими характеристиками и новым фотооборудованием.
Основной задачей воздушной разведки было:
- разведка кораблей, судов и конвоев на морских коммуникациях, военно-морских баз и портов, аэродромов, объектов сухопутных войск на приморских участках фронта;
- поиск и уничтожение подводных лодок в море, а также мин, выставленных на подходах к базам и портам.

За время войны в целях разведки было совершенно свыше 56 тыс. самолёто-вылетов, что составляло около 16% общего числа самолёто-вылетов, выполненных авиацией ВМФ. Интенсивность воздушной разведки составила в среднем 40 самолёто-вылетов в сутки.
Методы авиаразведки нашли применение в гражданском секторе экономики. Так, в СССР в 1946 году впервые осуществили аэрофотосъемку для обнаружения археологических памятников, в 1950е годы проводили авиаучёт бобровых плотин, с 1961 года начали применять авиавизуальный подсчёт копытных, в дальнейшем были разработаны методы учёта других групп охотничьих животных с самолётов Як-12А и вертолётов Ми-1, Ми-4. В 1968 - 1972 гг. специалистами Центральной лаборатории охраны природы была отработана методика авиаучёта дичи (с самолёта Як-12м).
В 1969-1971 гг. в СССР был разработан метод дистанционного измерения толщины льда с борта летательного аппарата (в 1971 году было проведено первое экспериментальное измерение морского льда, в 1973 году началась опытная эксплуатация комплекта аппаратуры, а в 1979 году установка "Лёд" для самолётов гражданской авиации была представлена на ВДНХ СССР).

## Современное положение
В вооружённых силах большинства стран основными средствами воздушной разведки является пилотируемые и беспилотные самолёты-разведчики. Они способны быстро выходить к объектам разведки, расположенным на значительном удалении, осматривать в короткий срок большие пространства, добывать достоверные разведывательные данные о противнике и оперативно доставлять их командованию (в том числе путём передачи с борта самолёта). С целью наиболее полного и своевременного обеспечения боевых действий воздушная разведка должна постоянно взаимодействовать с другими видами разведки.
Воздушная разведка делится на стратегическую, оперативную и тактическую.
Стратегическая воздушная разведка ведётся с целью обеспечения главного командования необходимыми разведданными о стратегических объектах противника, расположенных в его глубоком тылу.
Оперативная воздушная разведка выполняется в интересах командования объединений (соединений) видов вооружённых сил и родов войск с целью получения разведывательных данных, необходимых для подготовки и ведения фронтовых и армейских операций, а также операций, проводимых флотами и ВВС.
Тактическая воздушная разведка ведётся в интересах командования соединений и частей видов вооружённых сил и родов войск с целью обеспечения их разведывательными данными, необходимыми для организации и ведения боя. Основные усилия тактической воздушной разведки сосредоточиваются на объектах, находящихся на поле боя и в тактической глубине.
Основными способами ведения воздушной разведки являются:
- визуальное наблюдение,
- аэрофоторазведка и
- разведка с помощью радиоэлектронных средств.

Выбор способа ведения воздушной разведки зависит от выполняемой задачи, типа ЛА и его разведывательного оборудования, противодействия противника, времени суток и метеорологических условий.
Визуальное наблюдение осуществляется невооружённым глазом или с помощью оптических приборов. Оно позволяет быстро обследовать большие районы, получить общие данные о группировке и действия противника, об объектах, изучить местность и погоду, немедленно обобщить и передать добытые разведывательные данные с борта ЛА командованию.
Аэрофоторазведка выполняется с помощью дневных и ночных аэрофотоаппаратов (плановых, перспективных, панорамных). Она обеспечивает получение наиболее полных, достоверных и точных данных о войсках противника, объектах и местности.
Воздушная разведка с помощью радиоэлектронных средств делится на
- радио-,
- радиотехническую,
- радиолокационную,
- телевизионную.

Для радиоразведки используются самолётные радиоприёмные устройства, позволяющие раскрывать содержание радиопередач противника, определять состав и дислокацию его сил, получать данные об их деятельности и намерениях.
При радиотехнической разведке применяются приёмо-пеленгационных устройства, позволяющие определять основные технические параметры работы средств радиолокации и радиотелеуправления противника, а также их местонахождение. Она может вестись в любых метеорологических условиях днём и ночью.
Радиолокационная разведка выполняется с помощью самолётных РЛС, которые позволяют обнаруживать объекты, контрастные в радиолокационном отношении, получать фотоснимки радиолокационных изображений объектов и местности, раскрывать меры противника по радиолокационной маскировке.
Телевизионная разведка осуществляется с помощью телевизионных систем, имеющих в своём составе самолётную передающую и наземную приёмную станции, которые позволяют наблюдать за объектами и действиями войск противника и своих войск. Многие страны внедряют также тепловые, лазерные и другие разведывательные средства.
Разведывательные данные, добытые воздушной разведкой поступают в виде сообщений по радио с борта ЛА, информации от автоматической бортовой разведывательной аппаратуры, а также обработанных документальных данных об объектах противника (расшифровка фотографии и аэрофильма, фотографии экранов индикаторов самолётных РЛС), в виде устных и письменных докладов экипажей после посадки ЛА.